# Calliclava lucida
Calliclava lucida là một loài ốc biển, là động vật thân mềm chân bụng sống ở biển trong họ Drilliidae.